# Resi Hammerer
Resi Hammerer (n. 18 februarie 1925, Hirschegg⁠(d), Vorarlberg, Austria – d. 14 iunie 2010) a fost o schioare alpină austriacă, medaliată olimpică. A participat la o ediție a Jocurilor Olimpice (1948) în care a câștigat o medalie de bronz.

## Participări
Lista de mai jos prezintă principalele competiții la care a participat Resi Hammerer de-a lungul carierei.
- alpine skiing at the 1948 Winter Olympics – women's downhill[*]